# Carl Henrik Carlsson
Carl Henrik Carlsson, född 1954, är en svensk historiker och författare.

## Biografi
Carlsson disputerade 2004 på en avhandling om medborgarskap och diskriminering för östjudar och andra invandrare i Sverige 1860–1920. Han har gett ut flera böcker och rapporter om judisk invandring och historia i Sverige.
Han har 2021 blivit uppmärksammad för boken Judarnas historia i Sverige, som enligt Carlsson tillkommit då han saknade en bok som tog ett helhetsgrepp om den svensk-judiska historien. Boken har nominerats till Augustpriset 2021.

### Familj
Carl Henrik Carlsson är son till professorn i historia Sten Carlsson och konstnären Kerstin Carlsson född Wallstén.